# Stazione di Kamigōri
La stazione di Kamigōri (上郡駅?, Kamigōri-eki) è una stazione ferroviaria della città di Akō, nella prefettura di Hyōgo in Giappone. Si trova sulla linea principale Sanyō, ed è servita dai treni locali e rapidi.

## Linee e servizi
JR West
■ Linea principale Sanyō
Chizu Express
■ Linea Chizu

## Caratteristiche
La stazione è dotata di un marciapiede laterale e uno a isola centrale con quattro binari in superficie.
| 1             | ■ Linea principale Sanyō       |                                | per Himeji, Kōbe e Osaka |
| 2             | ■ Linea principale Sanyō       |                                | per Himeji, Kōbe e Osaka |
| 2             | Espresso limitato Super Inaba  | Espresso limitato Super Inaba  | per Tottori e Okayama    |
| 3             | ■ Linea principale Sanyō       |                                | per Okayama e Mihara     |
| 3             | Espresso limitato Super Hakuto | Espresso limitato Super Hakuto | per Tottori              |
| ■ Linea Chizu | ■ Linea Chizu                  |                                | per Sayō, Ōhara e Chizu  |

## Stazioni adiacenti
| «                      | Servizio               | »                      |
| Linea principale Sanyō | Linea principale Sanyō | Linea principale Sanyō |
| ---------------------- | ---------------------- | ---------------------- |
| Une                    | Locale Rapido Speciale | Mitsuishi              |
| Chizu Express          |                        |                        |
| Capolinea              | Espresso               | Kokenawa               |